# Oregon, Illinois
Oregon är en stad i den amerikanska delstaten Illinois med en yta av 5 km² och en folkmängd, som uppgår till 4 163 invånare (2005). Oregon är huvudorten i Ogle County.
Pionjären John Phelps bosatte sig 1833 i trakten och lyckades 1838 tillsammans med sina bröder B.T. Phelps och G.W. Phelps få stadsrättigheter för Oregon City. Staden bytte redan 1839 namn till Florence. Tre år senare togs det nuvarande namnet Oregon i bruk.
Norr om staden Oregon grundade skulptören Lorado Taft 1898 konstnärskolonin Eagle's Nest Art Colony. Många av Tafts skulpturer finns i Oregon eller i närheten av staden. The Soldiers' Monument från 1916 finns utanför Ogle County Court House. En annan känd skulptur, Black Hawk-statyn (också känd som The Eternal Indian, 1909-1911), finns i Lowden State Park i närheten av staden.
Guvernör Frank Orren Lowden och hustrun Florence Lowden, dotter till sovvagnens uppfinnare George Pullman, hade sitt stora jordbruk, Sinnissippi, i Oregon. Deras dotterson Phillip Lowden Miller sålde 1993 markområdet Sinnissippi Forest till delstaten Illinois.